# Rhaphithamnus
Rhaphithamnus is een geslacht uit de ijzerhardfamilie (Verbenaceae). De soorten komen voor in het westen en zuiden van Zuid-Amerika.

## Soorten (selectie)
- Rhaphithamnus spinosus (Juss.) Moldenke
- Rhaphithamnus venustus (Phil.) B.L.Rob.